# Leaonna Odom
Pour les articles homonymes, voir Odom.
Leaonna Laneah Odom, née le 26 mars 1998 à Lompoc, Californie, est une joueuse américaine de basket-ball jouant au poste d'ailière.

## Biographie

### Carrière junior
Leaonna Odom a commencé sa carrière de basket-ball au lycée de Los Alamitos où elle a obtenu en moyenne 14,3 points et 8,8 rebonds lors de sa première saison. Elle a changé de lycée pour rejoindre la Mater Dei High School à Santa Ana pour sa deuxième saison. Elle a joué le reste de sa carrière de basketball au lycée à Chaminade College Prep à San Fernando Valley où elle a obtenu en moyenne 21,5 points, 9,9 rebonds, 2,5 passes décisives, 1,5 interceptions et 2,1 contres en dernière année. Elle a participé au match All-American McDonald’s 2016 à Chicago et à la Jordan Brand Classic 2016 à New York où elle a marqué 13 points, 3 rebonds et 2 contres,,.
Leaonna Odom a joué au basketball universitaire pour l'université Duke et les Blue Devils de Duke de 2016 à 2020. Lors de sa première saison, elle a récolté en moyenne 8,1 points, 4,6 rebonds et 0,7 passe décisive par match. En deuxième saison, elle a récolté en moyenne 9,6 points, 6,3 rebonds et 1,7 passe décisive par match. Dans son année junior, elle a obtenu en moyenne 13,1 points, 6,4 rebonds et 2,5 passes décisives par match. Au cours de sa dernière année, elle a récolté en moyenne 14,3 points, 6,2 rebonds et 1,3 aide par match. Ses 54,7 % de réussites au tir l'ont classés quatrièmes à la Conférence de la Côte Atlantique.

### En club
Leaonna Odom est sélectionné en 15e position lors de la draft WNBA 2020 par le Liberty de New York.
Elle commence la saison WNBA 2020 le 26 juillet 2020 face au Storm de Seattle en jouant 28 minutes et inscrivant 9 points et 3 rebonds. Elle établit un record de points le 6 août 2020 face au Lynx du Minnesota avec 10 points. Elle bat son record le 4 septembre 2020 face au Dream d'Atlanta avec 12 points. Enfin, lors du dernier match de saison régulière, elle établit un nouveau record face au Wings de Dallas avec 20 points. Elle termine sa saison rookie avec des moyennes par match de 5,5 points et 2,3 rebonds pour 20,6 minutes de jeu.
Elle commence la saison WNBA 2021 le 19 mai 2021 face au Lynx du Minnesota en ne jouant qu'une seule minute. Sur cette saison, elle réalise sa meilleure performance le 30 juin 2021 en inscrivant 10 points face au Dream d'Atlanta. Elle conclue sa saison avec des moyennes par match de 3,1 points et 1,2 rebonds pour 12,1 minutes de jeu.
En juin 2021, elle s'engage dans le championnat australien  avec les Sydney Flames. Mais en raison d'une blessure au tendon d'Achille gauche, contractée en fin de saison WNBA 2021, elle ne rejoindra finalement pas l'Australie.
En janvier 2022, elle rejoint l'Ukraine et le club de Kiev Basket. Elle dispute 6 matchs avec une moyenne de 13,3 points par match.
Début février 2022, elle est coupée par le Liberty. En février 2022, elle signe avec  Mercury de Phoenix pour son camp d'entraînement. Elle est coupée par le Mercury le 5 mai 2022.
En juin 2021, elle s'engage dans le championnat australien  avec les Sydney Flames. Mais en raison d'une blessure au tendon d'Achille gauche, contractée en fin de saison WNBA 2021, elle ne rejoindra finalement pas l'Australie.

## Statistiques

### En universitaire
| Gras/Meilleures performances | [ 17 ] |

| Saison                    | Équipe                    | MJ  | M5 | Min  | %T   | %3   | %LF  | Rb  | PD  | Int | Ctr | BP  | F   | Pts  |
| ------------------------- | ------------------------- | --- | -- | ---- | ---- | ---- | ---- | --- | --- | --- | --- | --- | --- | ---- |
| 2016-2017                 | Blue Devils de Duke       | 34  | 17 | 23,1 | 54,2 | 0    | 63,9 | 4,6 | 0,7 | 1,1 | 0,9 | 1,4 | 2,4 | 8,1  |
| 2017-2018                 | Blue Devils de Duke       | 33  | 27 | 29,9 | 52,9 | 0    | 59,7 | 6,3 | 1,7 | 1,1 | 1,2 | 1,7 | 2,4 | 9,6  |
| 2018-2019                 | Blue Devils de Duke       | 30  | 29 | 34,4 | 50,6 | 0    | 58,9 | 6,4 | 2,5 | 1,6 | 0,9 | 3,1 | 2,4 | 13,1 |
| 2019-2020                 | Blue Devils de Duke       | 28  | 26 | 32,6 | 54,7 | 37,5 | 62,0 | 6,2 | 1,6 | 1,9 | 0,6 | 2,5 | 3,0 | 14,3 |
| Total : moyenne par match | Total : moyenne par match |     |    | 29,7 | 53,0 | 25,0 | 61,0 | 5,8 | 1,6 | 1,4 | 0,9 | 2,2 | 2,5 | 11,1 |
| Totaux                    | Totaux                    | 125 | 99 | 3717 | 599  | 3    | 186  | 729 | 201 | 176 | 114 | 269 | 316 | 1387 |

### En WNBA
| Gras/Meilleures performances | [ 18 ] |

| Saison                    | Équipe                    | MJ | M5 | Min  | %T   | %3   | %LF  | Rb  | PD  | Int | Ctr | BP  | F   | Pts |
| ------------------------- | ------------------------- | -- | -- | ---- | ---- | ---- | ---- | --- | --- | --- | --- | --- | --- | --- |
| 2020                      | Liberty de New York       | 22 | 16 | 20,6 | 49,0 | 25,0 | 87,0 | 2,3 | 0,7 | 0,7 | 0,4 | 0,7 | 1,7 | 5,5 |
| 2021                      | Liberty de New York       | 18 | 0  | 12,1 | 46,7 | 29,4 | 75,0 | 1,2 | 0,4 | 0,3 | 0,3 | 0,6 | 1,4 | 3,1 |
| Total : moyenne par match | Total : moyenne par match |    |    | 16,8 | 48,3 | 27,0 | 82,9 | 1,8 | 0,6 | 0,5 | 0,3 | 0,6 | 1,6 | 4,4 |
| Totaux                    | Totaux                    | 40 | 16 | 670  | 69   | 10   | 29   | 71  | 24  | 20  | 13  | 25  | 62  | 177 |

## Palmarès et Distinctions

### Palmarès
Néant

### Distinctions personnelles
- Finaliste de Ms. Basketball State Player of the Year (2015)
- Los Angeles Times All-Star Team (2015)
- First Team Los Angeles Daily News selection (2015)
- Daily News All-Area Girls Basketball Co-Player of the Year (2016)
- McDonald’s All-America team (2016)
- Jordan Brand Classic (2016)
- All-ACC Freshman Team (2017)
- All-ACC Academic Team honors (2017)
- Candidate pour le Katrina McClain Award (2017)
- All-ACC Academic Team (2018)
- All-ACC Second Team selection by the Coaches and Blue Ribbon Panel (2020)
- USBWA National Player of the Week (semaine du 28 janvier 2020)